# Escut del Papiol
L'escut oficial del Papiol té el següent blasonament: 
Escut caironat d'or, una creu de Santa Eulàlia en forma de sautor ple de sinople. Per timbre una corona de baró.

## Història
Va ser aprovat el 22 de desembre de 1992 i publicat al DOGC el 13 de gener de l'any següent amb el número 1693. 

El sautor o creu de Santa Eulàlia és l'atribut de la patrona de la localitat. Els colors or i sinople provenen de les armes de la baronia del Papiol, concedida el 1395 a Berenguer de Cortilles.